# Blackburn Kangaroo
Blackburn RT1 Kangaroo – brytyjski samolot bombowy z końcowego okresu I wojny światowej, skonstruowany w zakładach Blackburn. Dwusilnikowy dwupłat o konstrukcji drewnianej, z załogą trzyosobową. Zbudowano 20 egzemplarzy, używanych w lotnictwie brytyjskim jako morskie samoloty patrolowe. Po wojnie dostosowane były do celów pasażerskich i służyły do końca lat 20.

## Historia
W 1916 roku zakłady lotnicze Blackburn Aeroplane and Motor Co. w Leeds skonstruowały bombowo-torpedowy wodnosamolot pływakowy Blackburn GP na zamówienie marynarki brytyjskiej. Był to duży dwupłat o długim i smukłym kadłubie, z załogą trzyosobową, napędzany dwoma silnikami Sunbeam Napier o mocy 150 KM. Oznaczenie GP pochodziło od General Purpose – wielozadaniowy. Samolot miał dwa pływaki pod silnikami i trzeci mniejszy pod ogonem, podobnie jak poprzedni wodnosamolot tej firmy TB. Sylwetkę wyróżniał też górny płat o znacznie większej rozpiętości i innym obrysie końcówek, oraz podwójne dwupłatowe usterzenie ogonowe. Zbudowano na zamówienie marynarki dwa prototypy, z czego pierwszy o numerze 1415 oblatano w lipcu 1916 roku. Drugi zmodyfikowany prototyp 1416, napędzany silnikami Rolls-Royce Falcon o mocy po 190 KM, zbudowano w styczniu kolejnego roku (spotykano też jego oznaczenie jako typ SP – Special Purpose). Próby lotne wykazały, że nowa konstrukcja ma niezadowalające osiągi, w tym trudności w starcie z zakładanym ładunkiem z uwagi na nieudaną formę pływaków. Oba prototypy skasowano w 1917 roku. Rada Lotnictwa (Air Board) Ministerstwa Lotnictwa wówczas uważała, że do działań nad morzem lepsze od wodnosamolotów pływakowych są samoloty na podwoziu lądowym, gdyż mogą startować do misji bojowych niezależnie od stanu morza, a także z powodu nieobciążenia pływakami mają większy udźwig i zapas paliwa. Dalszych egzemplarzy GP nie zbudowano, natomiast samolot przekształcono w bombowiec morski bazowania lądowego Blackburn RT1 Kangaroo (oznaczenie pochodziło od Reconnaissance Torpedo Type 1 – rozpoznawczo-torpedowy typ 1, nazwa oznaczała „kangur”).
Dwadzieścia samolotów pierwotnie zamówionych przez Admiralicję jako wodnosamoloty GP zostało ostatecznie zbudowane jako bombowce Kangaroo, a całe zamówienie przejęło lotnictwo armii RFC (przekształcone przed ich dostawą w RAF). Samolot zachował dotychczasową konstrukcję płatowca, a unikalny wygląd nadawały mu skrzydła o różnej rozpiętości oraz długi i wąski nos kadłuba, wznoszący się wysoko nad ziemią w pozycji spoczynkowej. Oprócz drobnych ulepszeń konstrukcji, w tym technologii wykonania okuć metalowych, od wodnosamolotu GP różniło go konwencjonalne podwozie kołowe i mocniejsze silniki Rolls-Royce Falcon po 250 KM, a w przypadku 15 ostatnich samolotów po 270 KM. Serię  20 sztuk, o numerach seryjnych B9970 do B9989 zamiast pierwotnie przewidzianych dla GP N1720–N1739, zbudowano w zakładach Blackburn w hali Olympia w Leeds. Pierwszy Kangaroo B9970 został dostarczony do prób w stacji doświadczalnej w Martlesham Heath 3 stycznia 1918 roku. Próby trwały do 26 stycznia, po czym zdecydowano ukończyć pozostałe samoloty i nie zamawiać dalszych, których liczbę początkowo przewidywano na 50. We wszystkich maszynach wprowadzono po próbach ulepszenia, jak resorowane podwozie, podwyższone stanowisko strzelca i prawdopodobnie wzmocniony tył kadłuba. Ostatni samolot zbudowano we wrześniu 1918 roku. Samoloty określane były w części dokumentów jako ciężkie bombowce (Heavy Bomber Aeroplanes), lecz z uwagi na udźwig bomb są także określane w literaturze jako średnie bombowce.

## Służba
Pierwsze samoloty weszły do służby od kwietnia 1918 roku w 246. Dywizjonie RAF, stacjonującym w Seaton Carew. Jedynie około 10 zostało dostarczonych przed zawieszeniem broni. Pełniły one służbę jako samoloty patrolowe, przeciwko okrętom podwodnym, nad Morzem Północnym i wschodnim wybrzeżem Wielkiej Brytanii. Ich zaletą w tym zastosowaniu było dobre pole obserwacji do przodu i prędkość. Wylatały około 600 godzin na patrolach, atakując 11 okrętów podwodnych. 28 sierpnia 1918 roku samolot nr B9983 wykrył koło Kettleness leżący na dnie niemiecki minowy okręt podwodny SM UC-70 i uszkodził go bliskim wybuchem bomby 236-kilogramowej, po czym okręt został zatopiony bombami głębinowymi przez wezwany niszczyciel HMS „Ouse” i zatonął z całą załogą. Według danych brytyjskich, dalsze 4 okręty podwodne uszkodzono. Samoloty nie były natomiast używane w przewidzianej dla nich roli bombowców nocnych. B9983 został później rozbity w katastrofie w Seaton Carew. Jeden samolot trafił do dywizjonu szkolnego, a jeden został rozbity podczas dostawy do Seaton Carew.

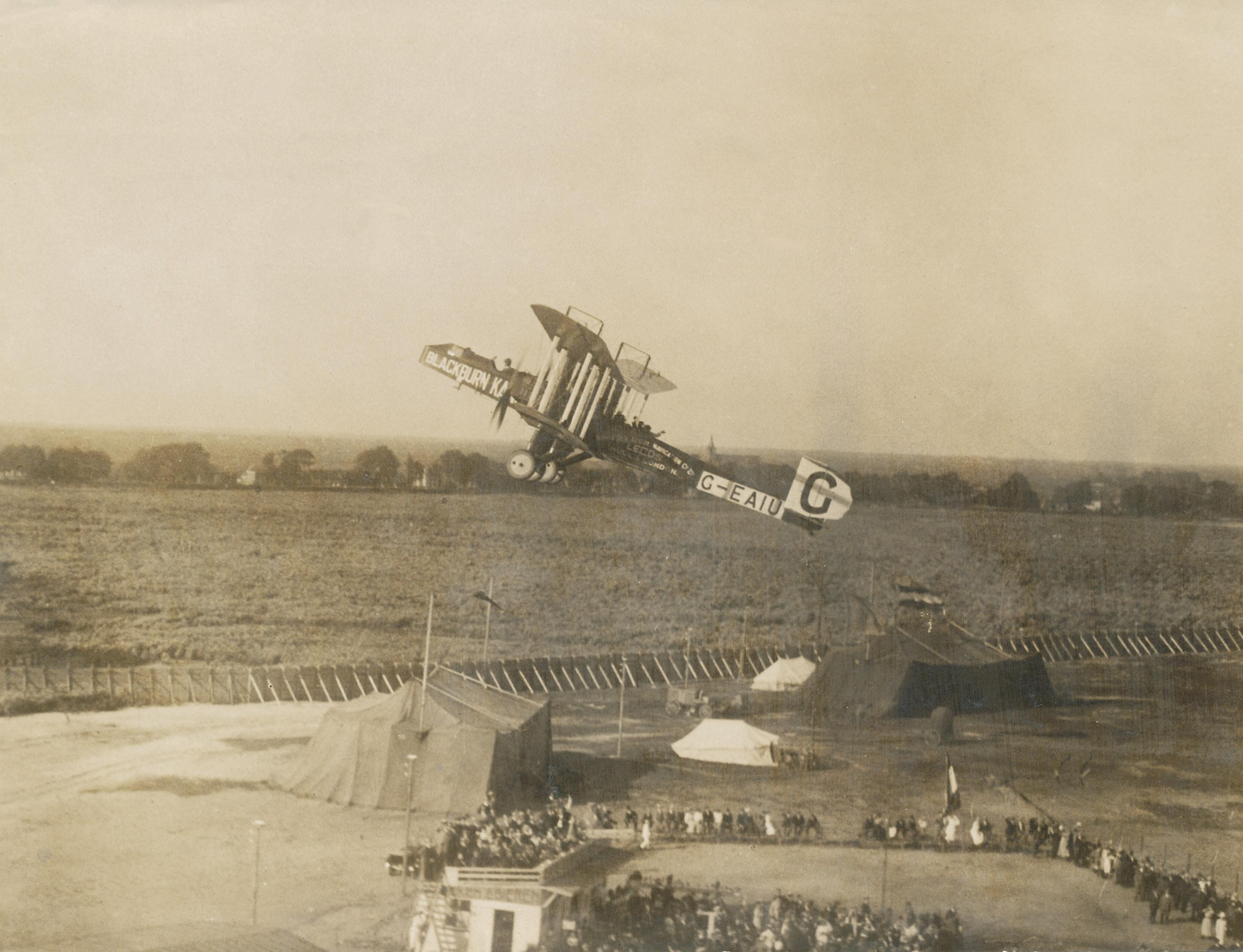
Kangaroo G-EAIU startuje na pierwszej wystawie lotnictwa komunikacyjnego w Amsterdamie, 1919 rok

Po wojnie lotnictwo brytyjskie nie zatrzymało samolotów tego typu w służbie i wystawiło je na początku 1919 roku na sprzedaż, na skutek czego większość pozostałych Kangaroo trafiła na rynek cywilny, przystosowana do roli samolotów pasażerskich. W maju 1919 roku trzy zostały zakupione przez Grahame-White Aviation i otrzymały  znaki cywilne G-EADE, EADF, EADG. Bazowały na lotnisku w Hendon i wykorzystywane były do lotów widokowych dla 8 pasażerów. Jeszcze w tym roku dwa pierwsze zostały rozbite (bez ofiar), a trzeci wycofano w 1921 roku. Prototyp B9970 z rejestracją G-EAOW został użyty do próby etapowego przelotu do Australii, dla zdobycia nagrody 10 000 funtów ufundowanej przez rząd Australii. 8 grudnia 1919 roku lądował jednak przymusowo z powodu awarii silnika w Suda na Krecie, gdzie został uszkodzony i następnie porzucony (nagrodę zdobył Vickers Vimy). 
Cztery samoloty (G-EAIT, EAIU, EAKQ, EAMJ) zostały odkupione przez ich producenta Blackburn dla swojego nowo utworzonego przedsiębiorstwa lotniczego North Sea Aerial Navigation, przemianowanego następnie na North Sea Aerial and General Transport. Pierwszy wszedł do eksploatacji 10 maja 1919 roku. Trzy z nich zostały wysłane na pierwszą wystawę lotnictwa komunikacyjnego (ELTA) w Amsterdamie w sierpniu 1919 roku, gdzie przez kilka tygodni były używane do lotów widokowych, przewożąc 1400 pasażerów. G-EAIT, wyposażony w zamkniętą oszkloną kabinę dla ośmiu pasażerów (ósmy w nosie), zdobył tam drugą nagrodę w zawodach startu i krótkiego lądowania. 30 września 1919 roku samoloty rozpoczęły regularną komunikację na linii Leeds – Hounslow, następnie latały też do Amsterdamu przewożąc towary. Loty regularne były utrzymywane do końca 1920 roku, po czym zostały zamknięte jako nieopłacalne. Później samoloty te wykorzystywane były do lotów wycieczkowych. Konwersję na samolot kabinowy przeszedł także G-EAMJ, który miał być wykorzystany do przelotu do Indii, lecz lot został odwołany przez Ministerstwo Lotnictwa. 8 września 1922 roku dwa samoloty wystartowały w wyścigu King’s Cup Race, ale go nie ukończyły (G-EAMJ został zgłoszony do zawodów przez Winstona Churchilla, drugim był G-EAIU). Od 1924 roku samoloty North Sea Aerial and General Transport, po wyposażeniu w podwójne sterownice, wykonywały usługi szkolenia pilotów dla lotnictwa wojskowego, bazując w Brough. 5 maja 1925 roku G-EAIT rozbił się (pilot zginął), po czym North Sea Aerial and General Transport zakupiło jeszcze z zapasów armii trzy dalsze samoloty i przeznaczyło je do szkolenia (G-EBMD, EBOM i EBPK). Dwa egzemplarze skasowano w 1928 roku, a ostatnie trzy w 1929 roku.
W lipcu 1921 roku ex-cywilny G-EAKQ (B9972), przystosowany do szkolenia pilotów, został sprzedany lotnictwu armii Peru. Bazował w Las Palmas pod Limą.

## Opis konstrukcji
Samolot Blackburn Kangaroo był dwupłatowym, dwusilnikowym, trzymiejscowym ciężkim samolotem bombowym. Miał on konstrukcję całkowicie drewnianą, pokrytą płótnem. Kadłub miał przekrój prostokątny, zaokrąglony na grzbiecie. W przodzie kadłuba znajdowało się odkryte stanowisko strzeleckie z karabinem  maszynowym na obrotnicy. Strzelec przedni był zarazem bombardierem i obserwatorem. Około 2,4 m dalej znajdowała się odkryta, chroniona wiatrochronem, kabina pilota. Stanowisko tylnego strzelca – radiotelegrafisty znajdowało się na grzbiecie za krawędzią spływu płata. Usterzenie poziome – dwupłatowe z umieszczonym wewnątrz podwójnym usterzeniem pionowym. Napęd sterów – linkowy. Płaty konstrukcji dwudźwigarowej, proste, trzyczęściowe. Po każdej stronie płaty były usztywnione czterema parami rozpórek (w tym dwoma po obu stronach silnika) i drutami. Skrzydła obu płatów miały jednakową cięciwę (2,2 m) i wznios (6°). Górny płat miał rozpiętość 22,8 m, dolny – 16,1 lub 16,2 m. Oba płaty zaopatrzone były w lotki, które mogły być wychylone razem w dół, działając jak hamulce aerodynamiczne lub klapy (zrezygnowano z tej możliwości w samolotach seryjnych). Skrzydła były składane do tyłu dla ułatwienia hangarowania. Podwozie klasyczne, stałe, składające się z dwóch dwukołowych zespołów pod każdym z silników i płozy ogonowej. Koła z oponami pneumatycznymi miały rozmiar 900 × 200 mm.
Samolot napędzany był dwoma silnikami rzędowymi, chłodzonymi cieczą, w układzie V12, Rolls-Royce Falcon II o mocy 250 KM każdy lub Falcon III po 270 KM w przypadku 15 ostatnich samolotów. Silniki mocowane były na zastrzałach pomiędzy płatami. Napędzały one drewniane, czterołopatowe śmigła ciągnące. Chłodnice cieczy zamocowane były przed silnikami. Zapas paliwa wynosił ok. 980 litrów (215,5 galonów), w przednim i tylnym zbiorniku.
Maksymalny udźwig bomb według producenta wynosił 1040 funtów (472 kg). Normalnie przenoszono cztery bomby o masie po 230 funtów (105 kg) podwieszane  pionowo w komorze bombowej. Można było także przenosić jedną bombę 520-funtową (236 kg) w komorze bombowej, a nadto pod kadłubem mogły być mocowane podwieszenia zewnętrzne. Wbrew oznaczeniu samolotu, nie przenosił ostatecznie uzbrojenia torpedowego.
Uzbrojenie strzeleckie stanowiły dwa karabiny maszynowe Lewis kalibru 7,7 mm, na stanowisku nosowym i grzbietowym, zamocowane na obrotnicach Scarffa No 2.
Samolot był wyposażony w radiostację i przyrządy do lotów nocnych. Bombardier dysponował celownikiem RNAS Mk IIA Low Altitude sight.